# كولوبنط بوليفي
كولوبنط بوليفي (الاسم العلمي:Colobanthus bolivianus) هو نوع من النباتات يتبع جنس الكولوبنط من الفصيلة القرنفلية.